# Görgeska huset

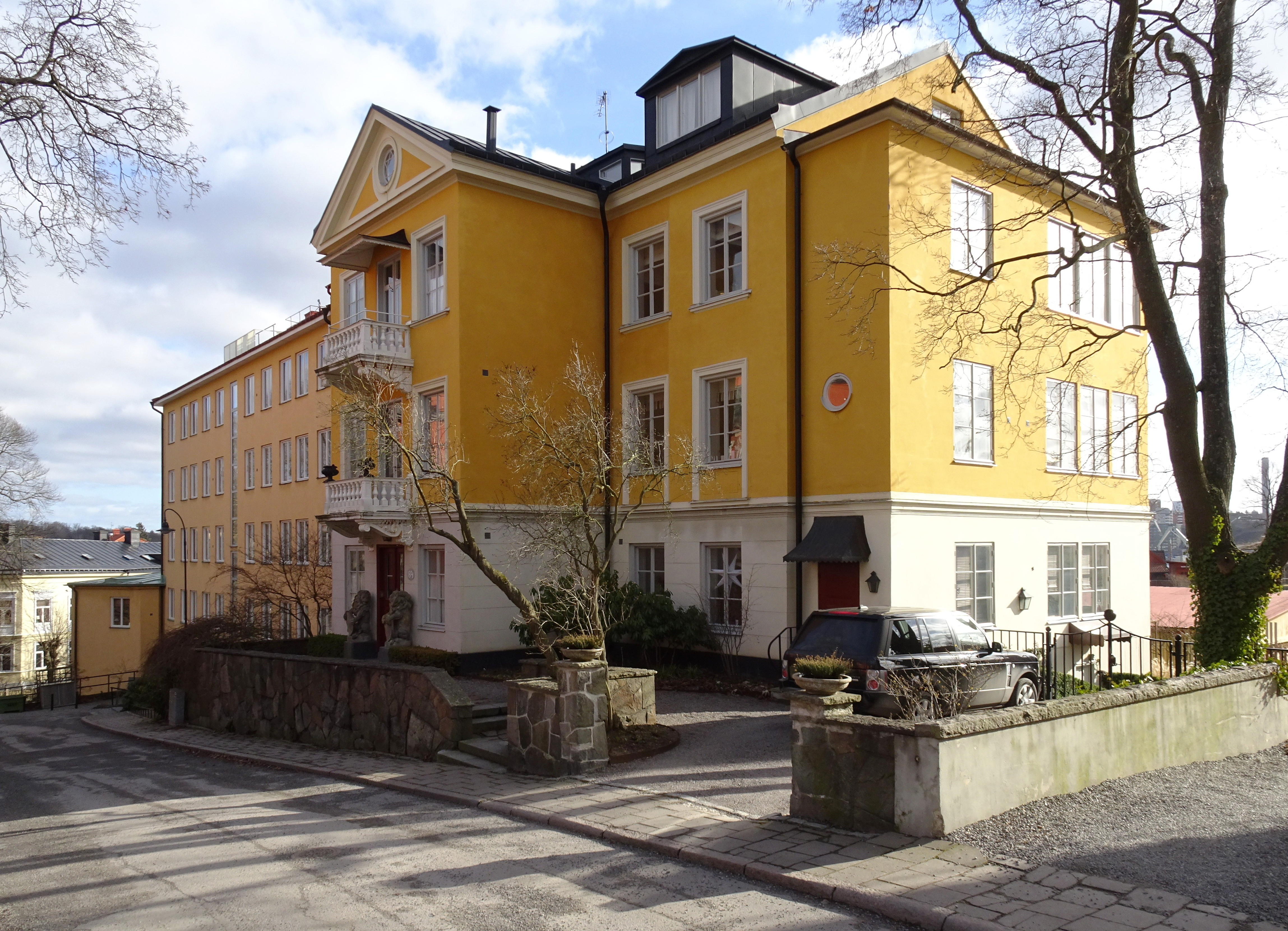
Görgeska huset, mars 2017. Längan i bakgrunden hör inte till huset.

Görgeska huset är en byggnad i kvarteret Grönland vid Nordenskiöldsgatan 84 i Djurgårdsstaden på Södra Djurgården i Stockholm. Husets äldsta delar härrör från slutet av 1760-talet. Byggnaden är grönmarkerad av Stadsmuseet i Stockholm vilket betyder bebyggelse som är särskilt värdefull från historisk, kulturhistorisk, miljömässig eller konstnärlig synvinkel.

## Historik
| Ritningar från 1880. |  | Ritningar från 1880. |
| Ritningar från 1880. |  |                      |

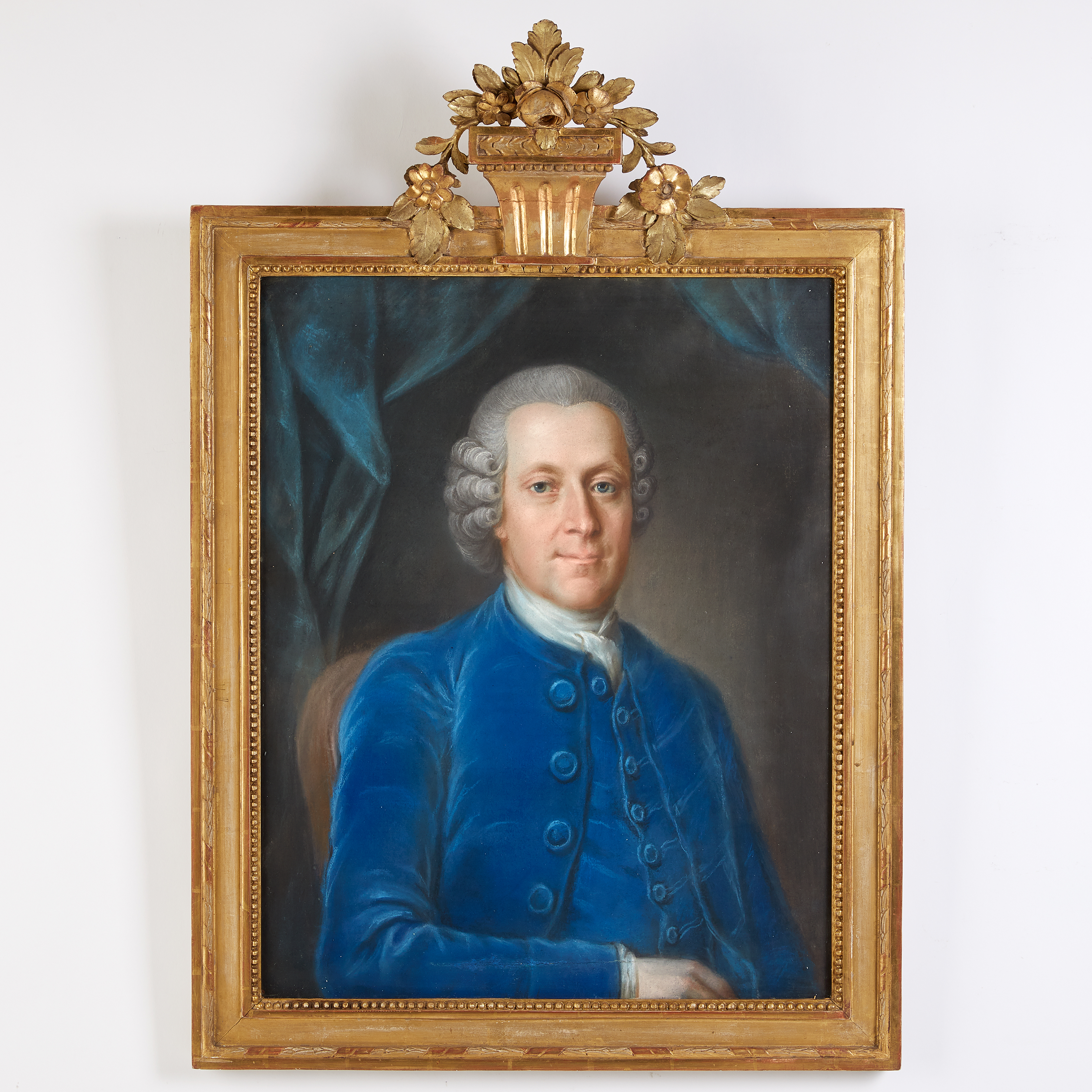
Lorentz Görges avporträtterad under 1770-talet av Jonas Forsslund.

Byggherren för Görgeska huset var grosshandlaren Lorentz Görges (1723–1803). Han var sedermera kommerseråd och gift med Hedvig Elisabet Bohman (född 1729). Mellan 1769 och 1770 lät han uppföra sitt och familjens bostadshus i Djurgårdsstaden. Arkitekten är okänd. På 1860-talet blev Stockholms Ångslups AB ägare och deras grundare och direktör sjökapten Frans Theodor Dahlström (1821–1892) hade sin bostad här under lång tid. 
På 1880-talet genomfördes en större tillbyggnad och förändring av byggnaden efter ritningar av Wilhelm Sjöborg varvid huset i stort sett fick dagens utseende. Entrén flankeras sedan dess av två lejonskulpturer som tidigare stått framför Cirkus. Trappuppgången är smyckad med väggmålningar.
År 1960 moderniserades Görgeska huset och förlängdes med några meter mot väster och vinden byggdes ut. Denna gång anlitades arkitekterna Åke Ahlström och Kell Åström. På 1980-talet ägdes huset av Christel Engelbert. Hennes morfar, förläggaren Albert Bonnier Jr, samt hennes styvfar, konsthistorikern Sixten Strömbom bodde här. År 2017 var Görgeska huset fortfarande i familjen Engelberts ägo. Huset innehåller fyra lägenheter om totalt 650 m² boarea.

## Bilder

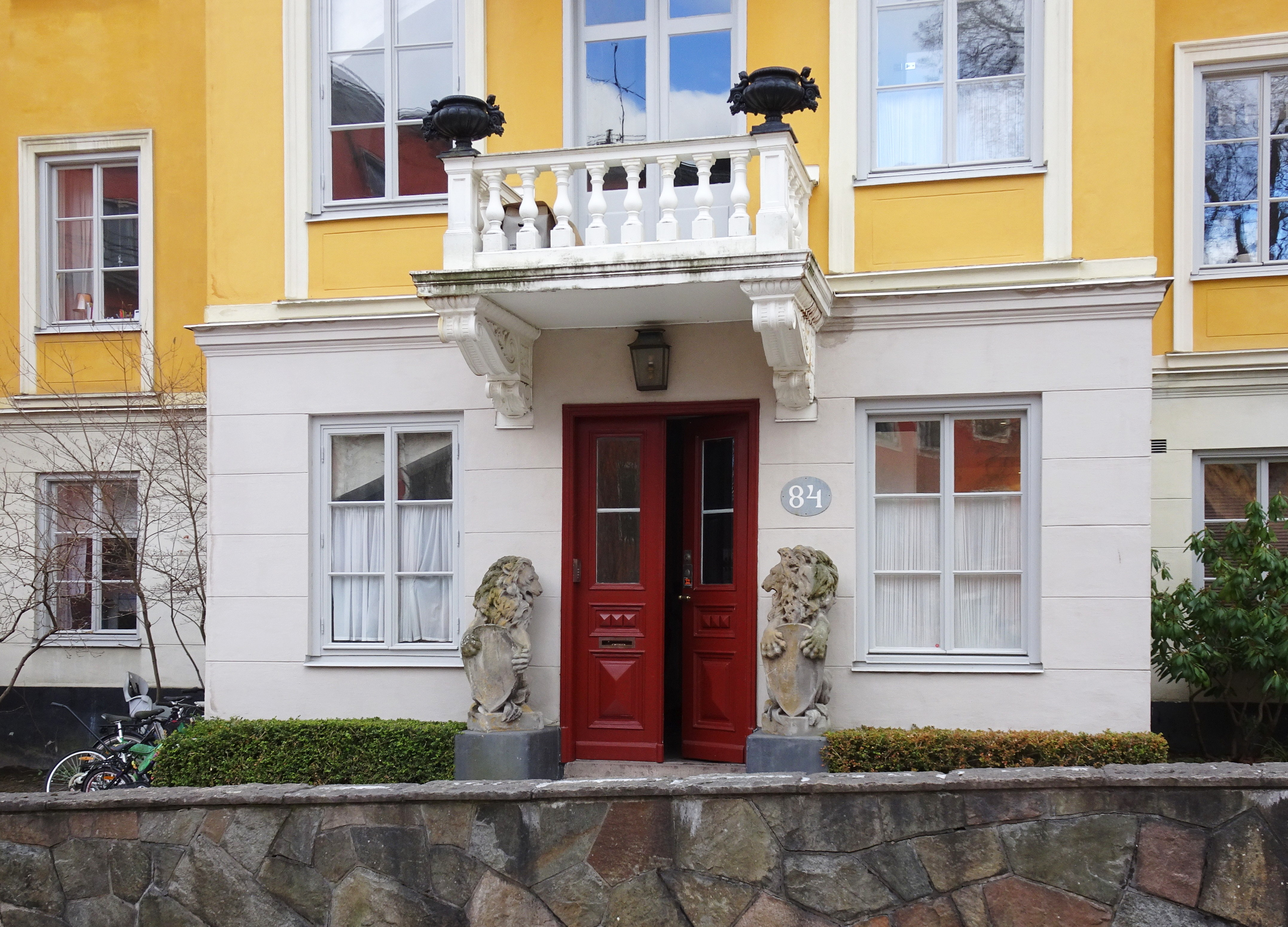
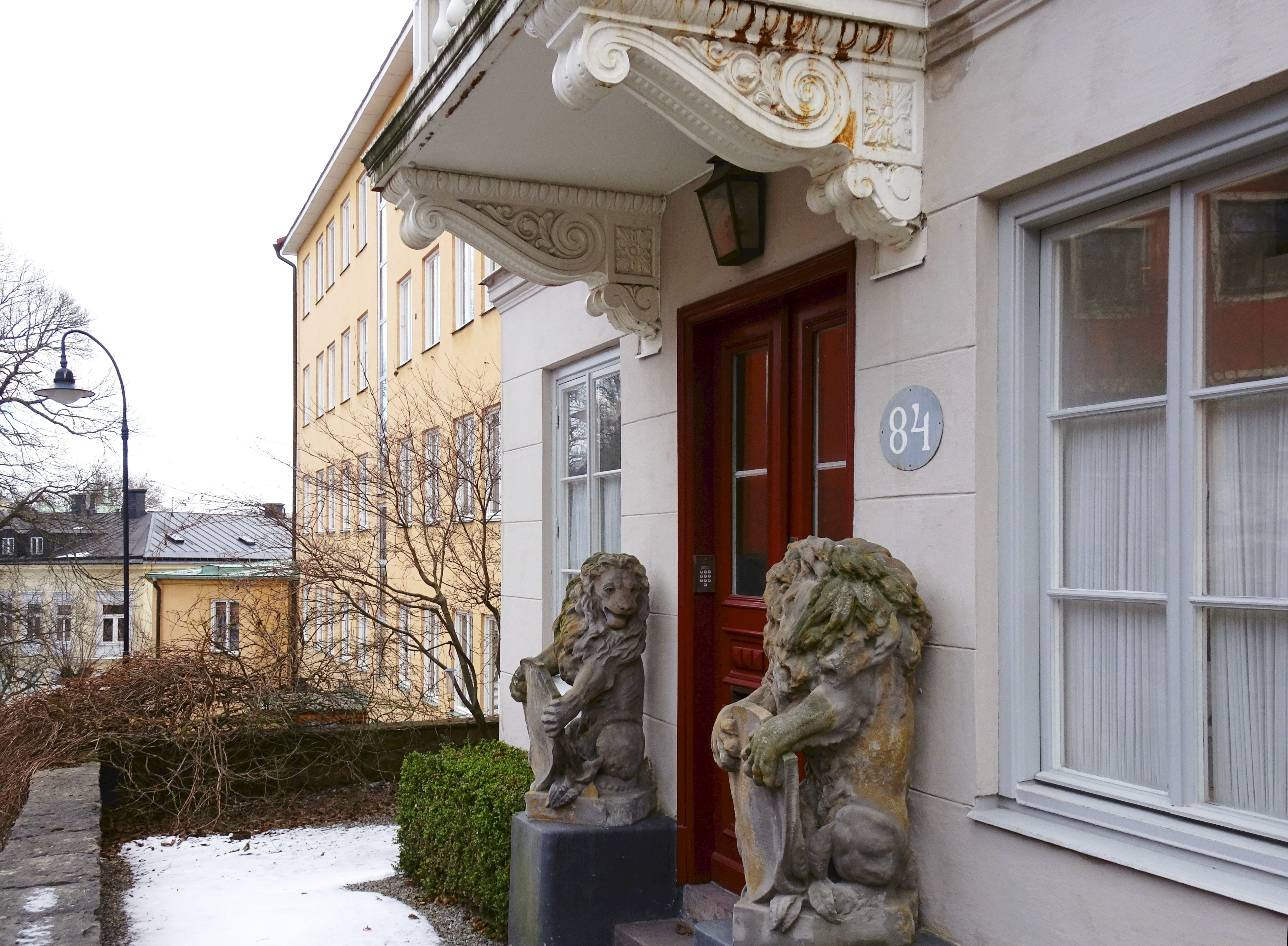
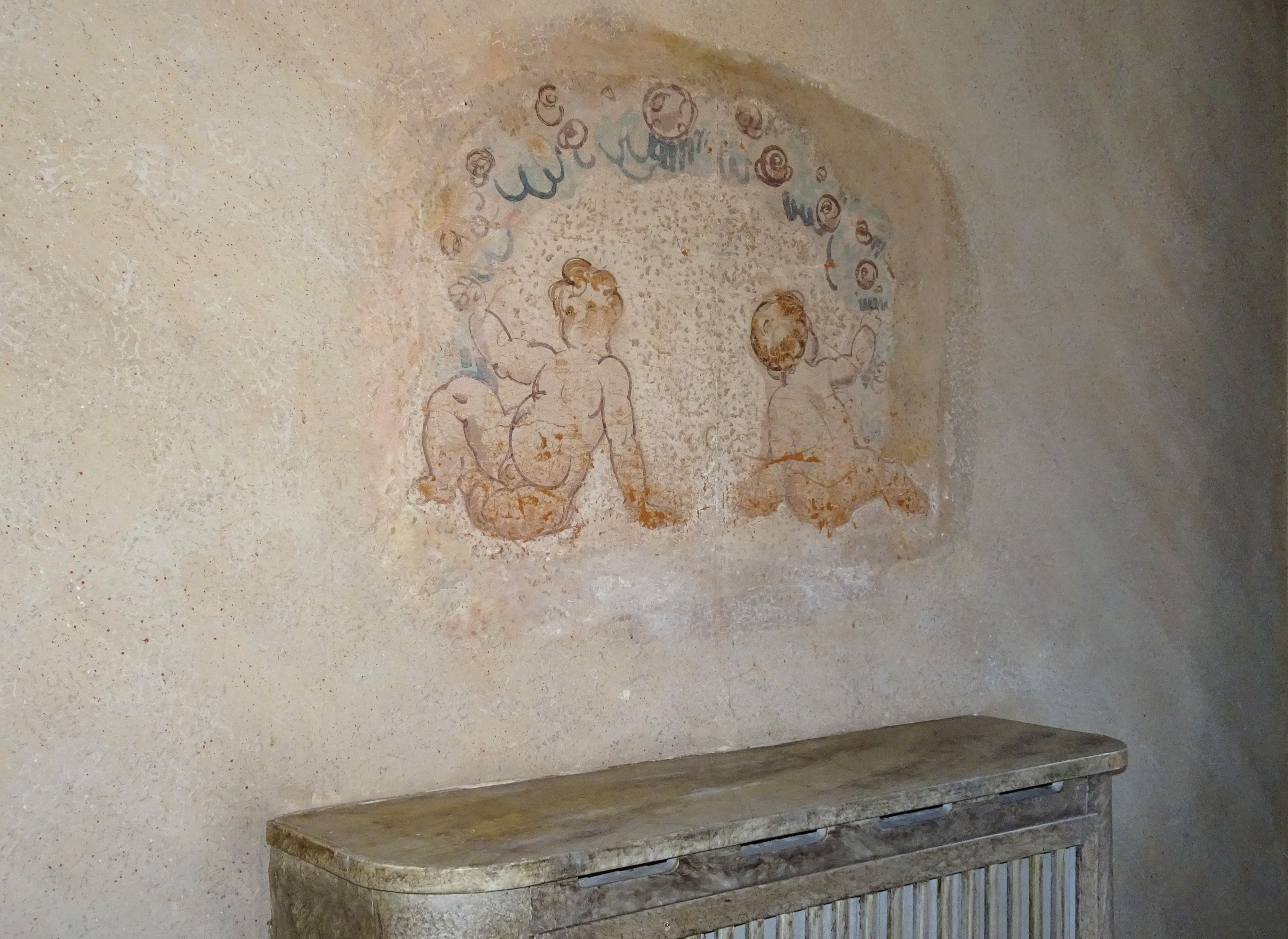
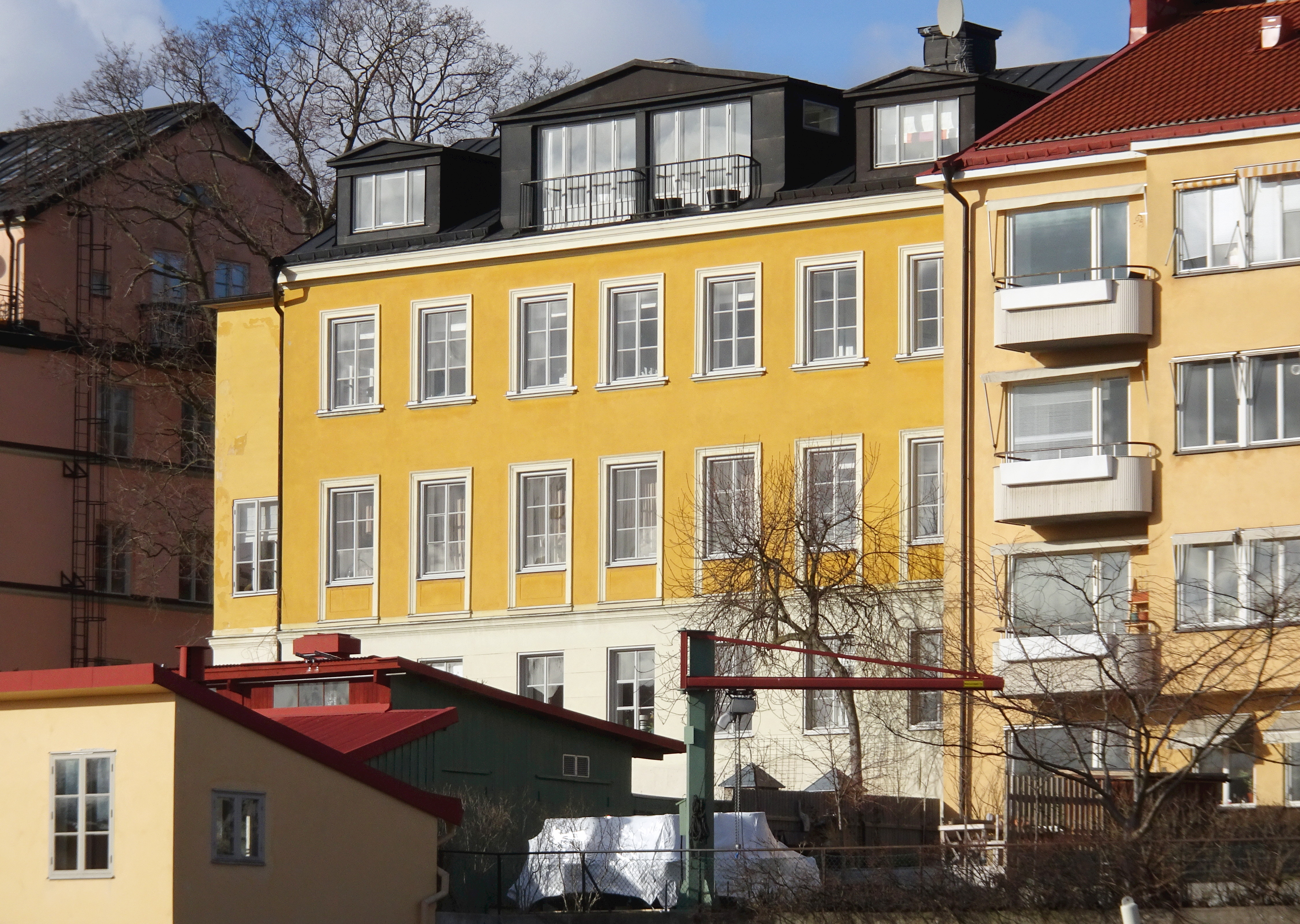